# Rabinal
Rabinal est une ville du Guatemala dans le département de Baja Verapaz.